# 模擬市民3：大學生活
《模擬市民3：大學生活》是模擬市民3的第九張資料片，以模擬市民入讀大學為主題。藝電在2013年1月8日證實正在開發該遊戲，事隔兩月在3月5日率先在美國發售。

## 遊戲
《大學生活》是繼《模擬市民2：夢幻大學城》後，再以大學為主題的遊戲資料片。是次，已屆青年的模擬市民可選擇入讀大學，學習指定科目及取得佳績，以保證在畢業後加入指定專業的第四級，而且可增廣見聞，認識更多新朋友，及參與各項派對或活動。每學期為期一星期，十八學分為上限，最多可就讀兩星期，滿足指定學分就會在畢業，若成績理想會入選院長的名單，甚至成為畢業禮學生代表致詞。

### 科系
模擬市民利用電腦或電話申請入讀大學時，需選擇入讀科系：
- 商科
- 科技
- 理化與醫學
- 美術
- 傳媒
- 體育

若該模擬市民已有相關技能，如魁力、寫作、科學、邏輯、運動、吉他、畫畫等等，可按該等級獲學分豁免及獎學金，減少學費及所需學分。報讀前，應向大學吉祥物取得禮品，以進行能力測試，評估可獲的學分豁免及獎學金。

### 模擬大學
模擬大學是模擬市民內的另一個社區，入讀大學有如去了世界歷險記的旅遊點。除學術機構外，大學城內有宿舍（男女共宿、男宿、女宿）或住宅可供租用，亦有餐廳、圖書館、咖啡廳、漫畫店、游泳池等等消閒設施。

## 外部連結
- 官方网站
- i-Circle 模擬市民網 （页面存档备份，存于）（繁體中文）